# Unió de Polònia-Lituània

Escut d'armes de la República de Les Dues Nacions

La Unió de Polònia Lituània o Unió poloneso-lituana fa referència a una sèrie d'actes d'aliança entre el Regne de Polònia i el Gran Ducat de Lituània que porten a la creació en 1569 d'una unió entre Polònia i Lituània, la República de Les Dues Nacions, així com a la creació d'un estat unitari en 1791.

## Els principals actes
- 1385 - Unió de Krewo
- 1401 - Unió de Vílnius i Radom - Lituània veu concedida una àmplia autonomia amb Vitautas el Gran com a gran duc i Ladislau II Jagelló (Władysław Jagiełło) com a sobirà
- 1410 - Batalla de Grunwald
- 1413 - Unió de Horodło
- 1432 (1432-34) - Unió de Grodno
- 1499 - Unió de Cracòvia i Vílnius
- 1501 - Unió de Mielnik
- 1 de juliol de 1569 - Unió de Lublin - Creació de la Confederació de Polònia i Lituània
- 3 de maig de 1791 - Constitució polonesa del 3 de maig del 1791 - El Regne de Polònia i el Gran Ducat de Lituània ja són un sol Estat.